# Ilex mitis
Ilex mitis är en järneksväxtart som först beskrevs av Carl von Linné, och fick sitt nu gällande namn av Ludwig Radlkofer. Ilex mitis ingår i släktet järnekar, och familjen järneksväxter. Utöver nominatformen finns också underarten I. m. schliebenii.

## Bildgalleri

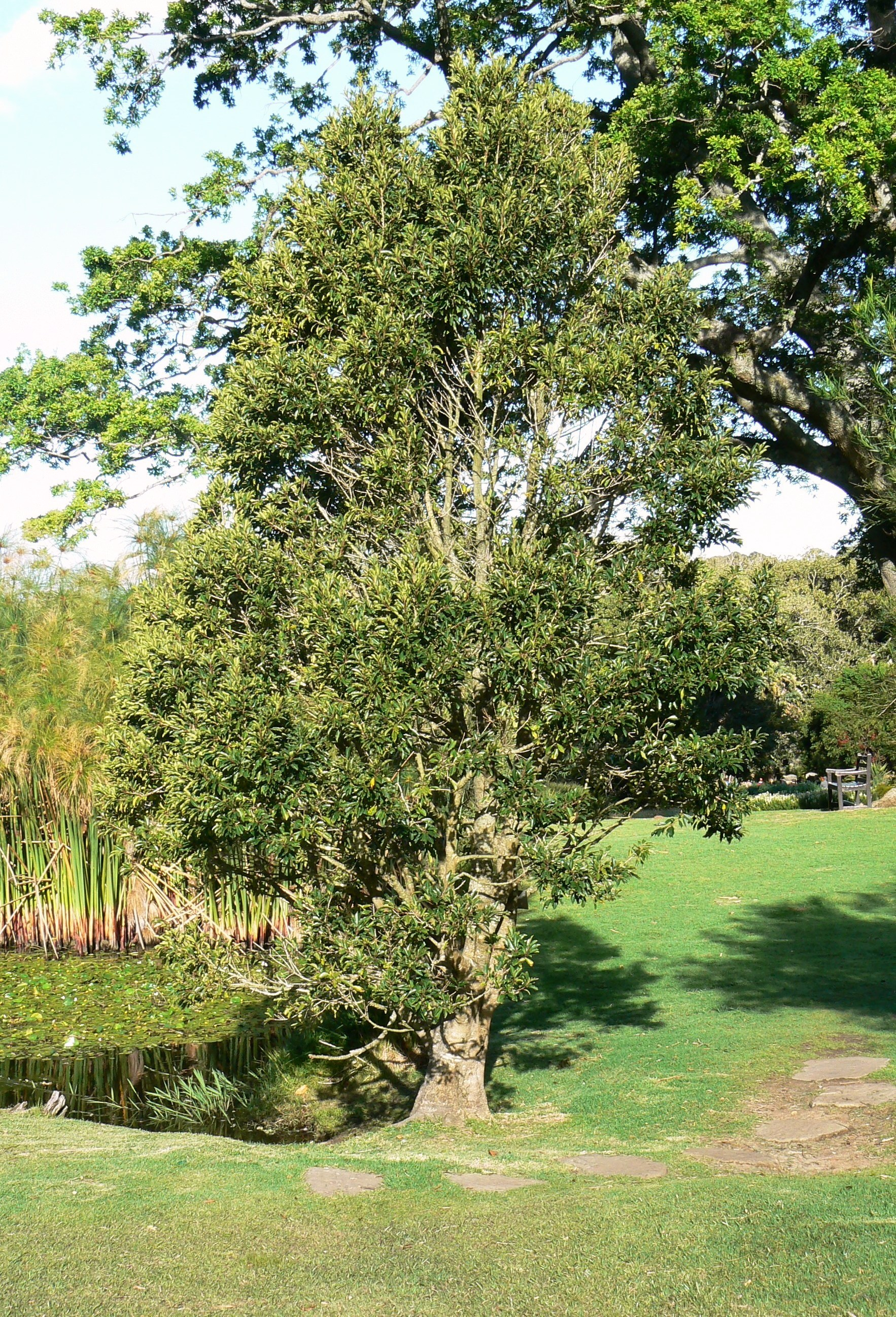
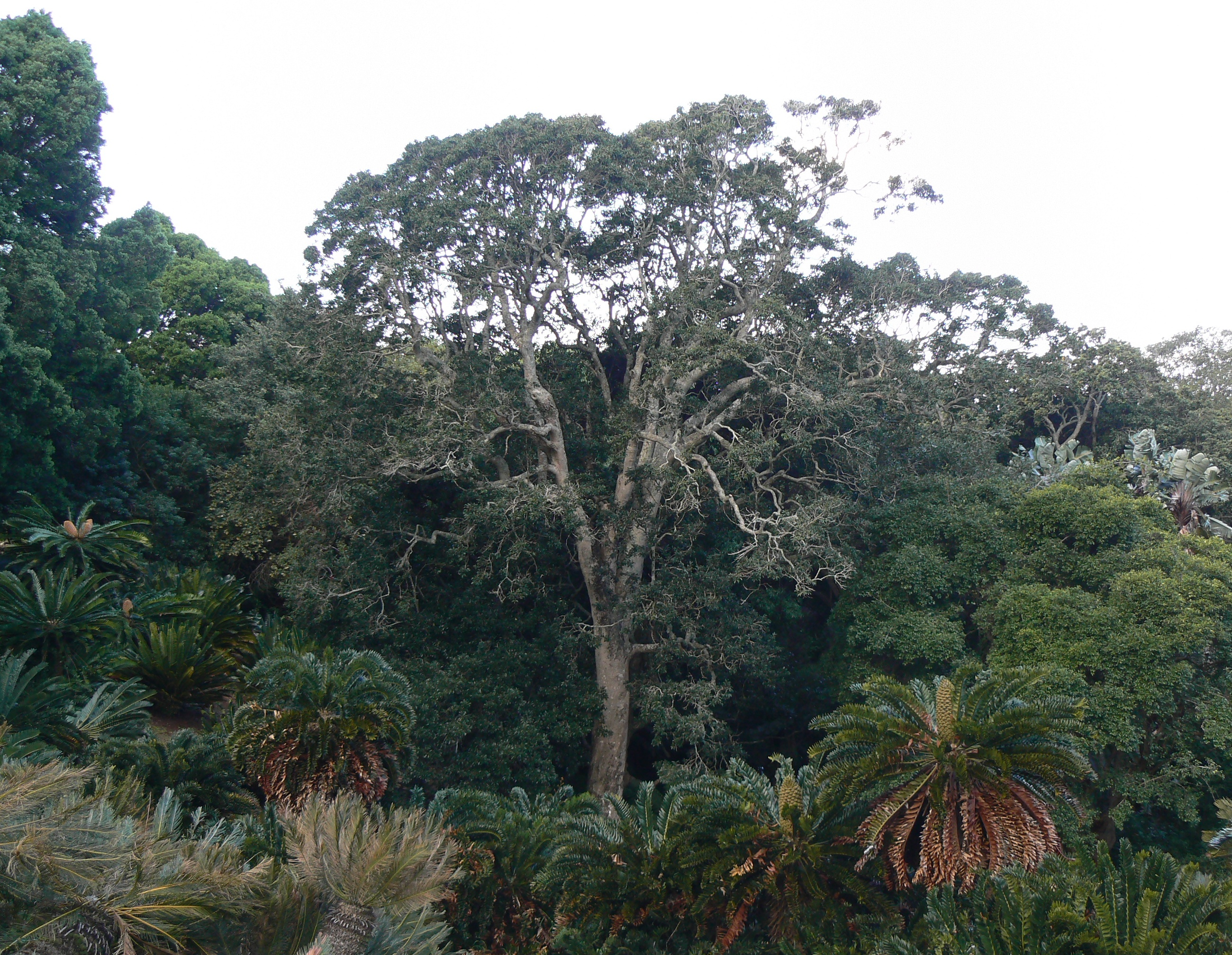
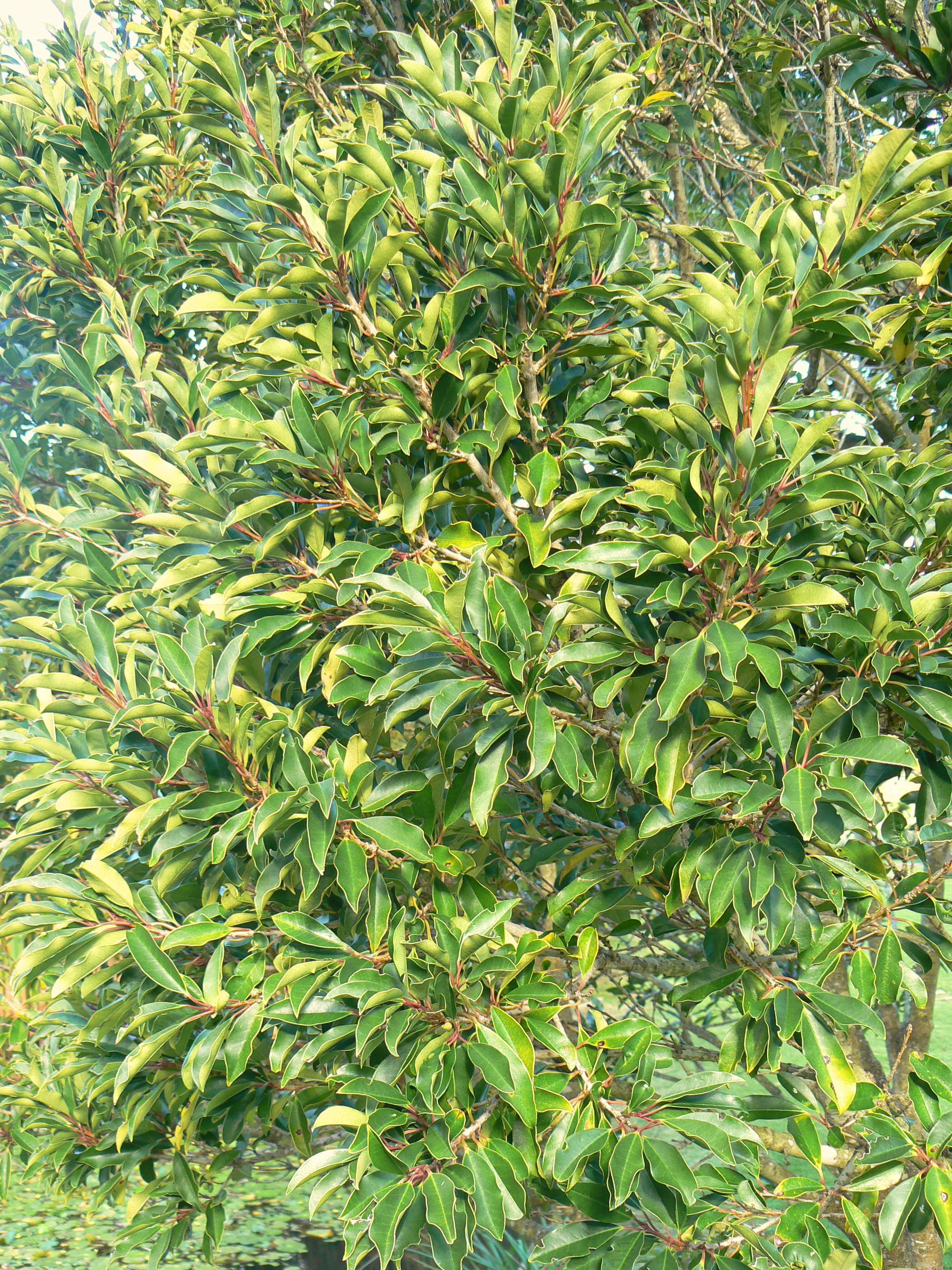
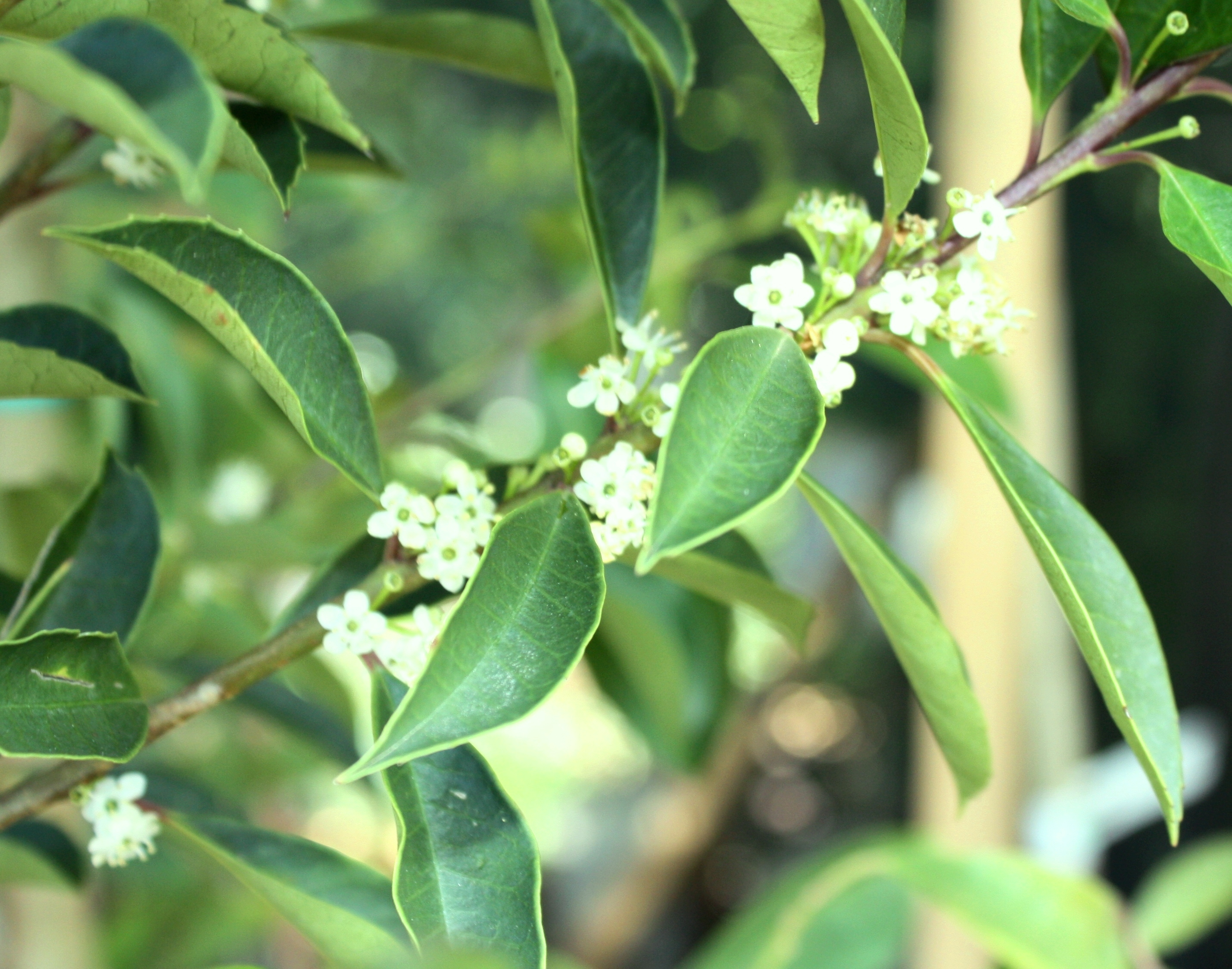
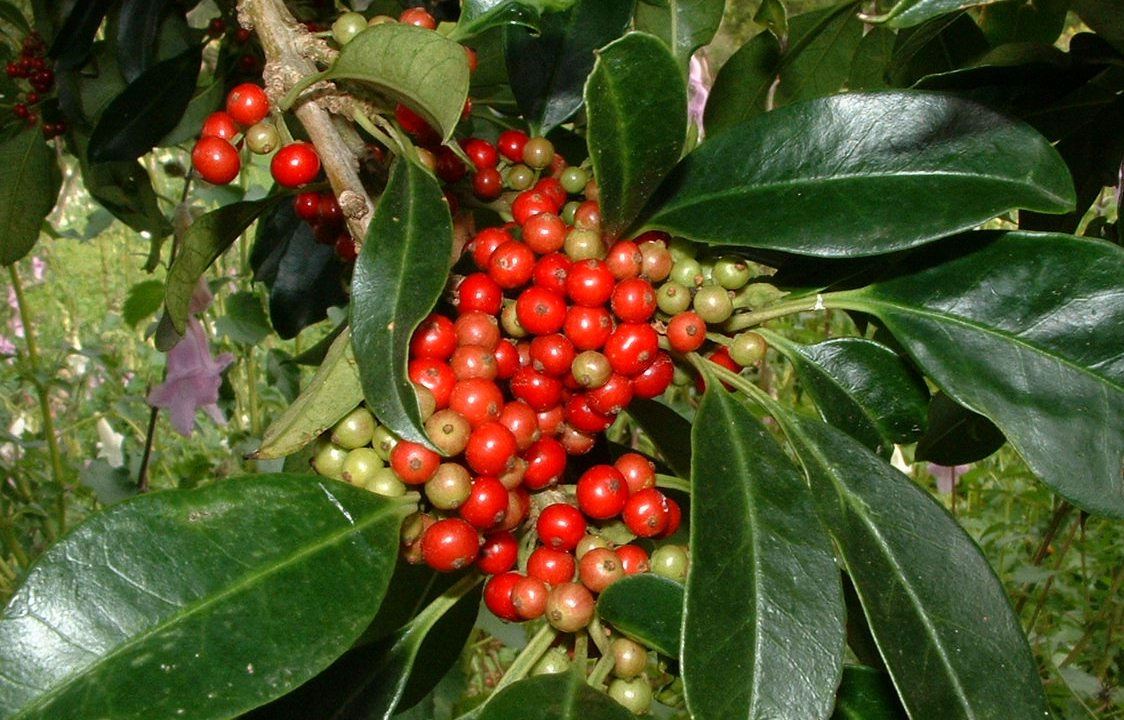
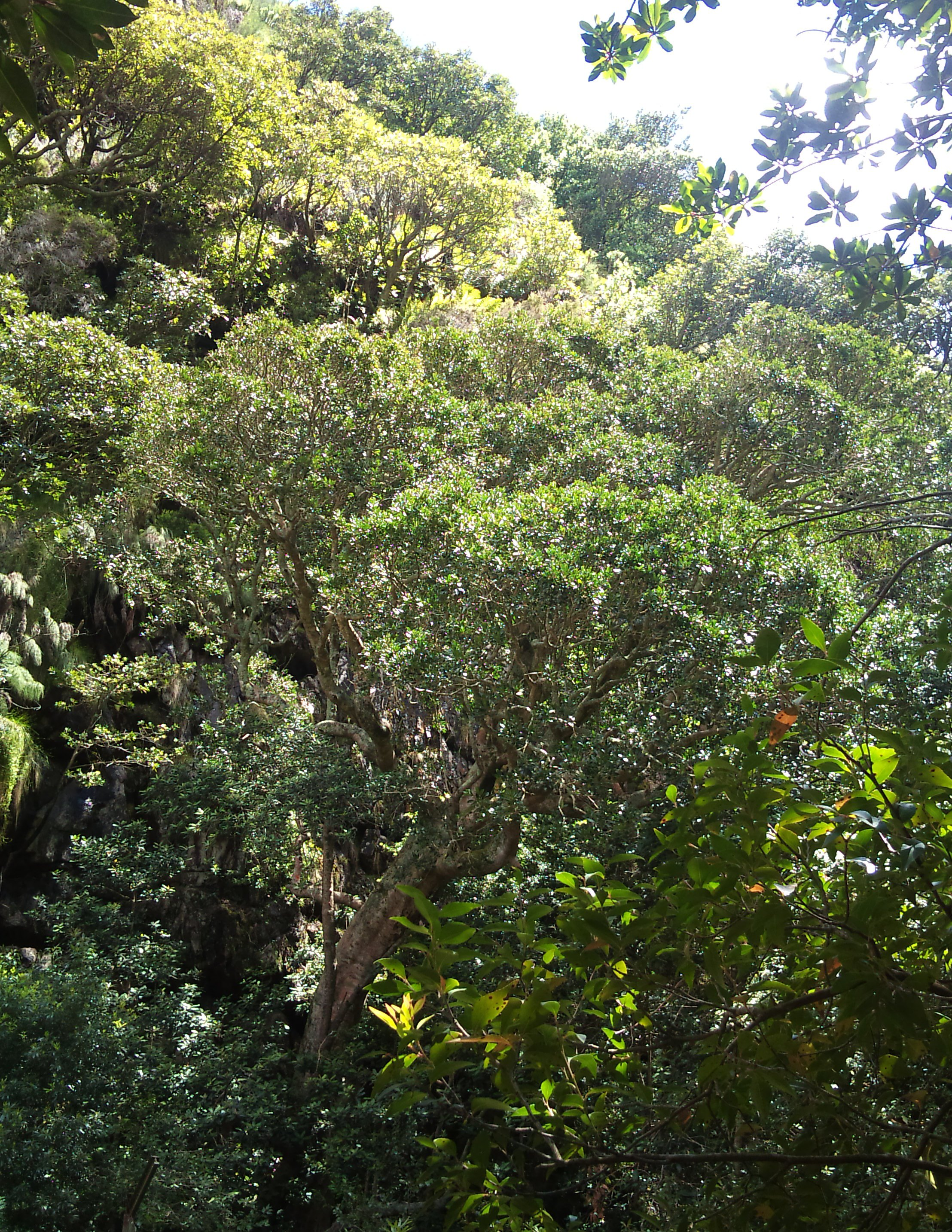